# Kronika (TVP3 Kraków)
Kronika – telewizyjny program informacyjny regionalnego oddziału Telewizji Polskiej w Krakowie.

## Historia

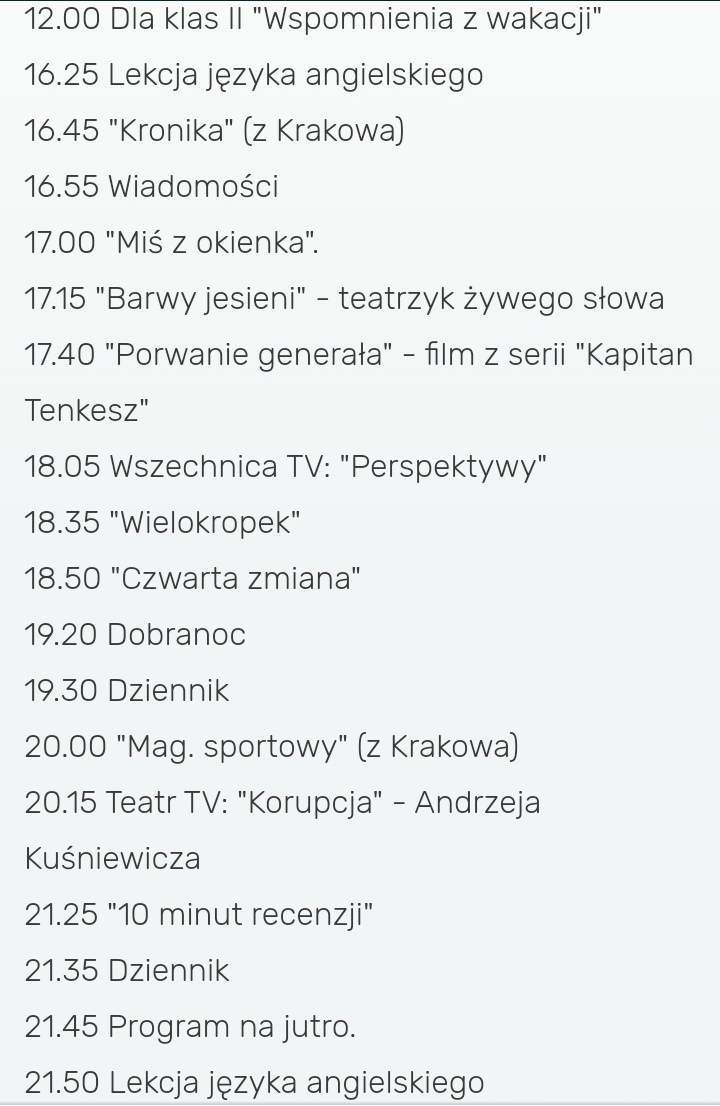
Archiwalna ramówka TVP1 na dzień 30 września 1966 roku z zaznaczoną "Kroniką" o godzinie 16:45.

Program ukazuje się nieprzerwanie od 16 września 1966, kiedy to zadebiutował o godzinie 16:45. Pierwszym prezenterem Kroniki był Andrzej Wiernik, a tematem była wizyta dyplomatyczna w Krakowie przedstawicieli Iranu będącego ówcześnie cesarzostwem. Pierwsza lokalizacja "Kroniki", a tym samym krakowskiego ośrodka regionalnego mieściła się w siedzibie Polskiego Radia Kraków przy ulicy Zygmunta Wróblewskiego 6 w Krakowie, zaś w 1968 roku program przeniesiono do obecnej siedziby TVP3 Kraków na ulicy Krzemionki 30 w tym samym mieście, skąd nadawany jest do dziś.
Od 1993 do 18 lipca 2016 serwis emitowany był z newsroomu (w latach 2000–2001 "Kronikę" nadawano z blueboxa). Newsroom był remontowany jeszcze w 2006 i 2008. Od 19 lipca 2016 zarówno "Kronika" jak i towarzyszące jej programy boczne, a także publicystyczne nadawane są z nowoczesnego studia, z którego TVP3 Kraków między 27 a 31 lipca nadawała też trwający aż 17 godzin dziennie (od 7:00 do 23:15, z czego w każdy dzień półtorej godziny także w ramach pasma wspólnego) program specjalny z okazji Światowych Dni Młodzieży 2016 w Krakowie.
Obecnie (stan na marzec 2024 roku) pełne wydanie programu ukazuje się od czterech do pięciu razy na dobę w ramach lokalnego pasma TVP3, o godz. 14:45, 16:30, 18:30 i 21:30 oraz od poniedziałku do piątku o godz. 8:00. W przeciągu kilku ostatnich lat ze studia „Kroniki” były też emitowane różne programy publicystyczne uzupełniające ofertę stacji w tym wymiarze. Oglądalność poszczególnych wydań sięga do 500 tys. widzów. Kronika posiada cztery placówki zamiejscowe: w Nowym Sączu, Tarnowie, Zakopanem i Oświęcimiu.
Począwszy od 2016 roku TVP3 Kraków średnio co dwa lub trzy lata aktualizuje czołówki, oprawy graficzne oraz oświetlenie studia "Kroniki" i jej programów bocznych. Ostatnia zmiana miała miejsce 1 marca 2024 roku (a wcześniej 24 maja 2021 roku) i obejmowała nie tylko "Kronikę", ale także "Pogodę", "Kronikę Sportową" i "Kronikę Kulturalną" oraz programy publicystyczne takie jak "Tematy Dnia" i "Bliżej Polityki".
Zmieniła się też kolorystyka oświetlenia studia z niebieskiej na zieloną.

## Czołówki
| Czas obowiązywania                 | Opis |
| ---------------------------------- | --- |
| 1974 – 1978                        | Jedyny końcowy fragment czołówki krakowskiego serwisu informacyjnego z tego okresu przedstawia wyłaniającą się od wewnątrz taśmę filmową, na której widnieje czarny napis „Kronika tv”. |
| 1978 – 1982                        | Niebieskie tło z grubymi białymi literami pisanymi czcionką Helvetica (nazwa programu), główne miasta ówczesnego województwa krakowskiego i numer telefonu do redakcji. |
| 1982 – 1985                        | W czołówce przedstawiany jest umiejscowiony w studiu telewizor, na którym to umieszczony jest zegar odmierzający godzinę 18:10. Wspomniany telewizor odbija obraz z kierującej się w jego stronę kamery, przez co on sam jest wielokrotnie odbity podobnie jak migający się biały napis „KRONIKA” w lewej górnej części ekranu. Muzyka gitarowa. |
| 1985 – 1988                        | Podobna do poprzedniej, tyle że dodano przewijające się z dołu do góry zielone napisy „KRONIKA”, a główny napis (w tym samym kolorze) ze zmienioną czcionką w formie konturów został przeniesiony na prawą, górną stronę ekranu. Dodatkowo zmieniono ujęcie kamery, które jednak nadal utrzymane jest w formie poprzedniej czołówki. W czołówce na zakończenie serwisu zamiast nazwy pojawiał się numer telefonu do redakcji. Muzyka z czołówki 1982–1985. W bożonarodzeniowej wersji czołówki telewizor zastąpiono choinką. |
| 1990 – 1991                        | W czołówce jest ciemnoniebieskie charakterystyczne „K” złożone z kwadratów (podobne do logo Kaufland). Podczas czołówki przelatuje kwadrat, w którym jest przedstawionych dwoje prowadzących Kronikę. Pod koniec czołówki kwadrat przybiera czerwony kolor. Na koniec tej czołówki rozwija się biały napis „Kronika”. Tło jest ciemnoniebiesko-białe, na dole ekranu (dokładnie pod napisem „Kronika”) jest pasek w kolorach tła. Muzyka amigowa. |
| 1991 – 1993                        | Niebieski kwadrat wlatuje do kostki z kwadratami niebieskimi, potem poruszają się kolorowe kwadraty, później na tle z niebieskimi kwadratami pojawia się biały napis „KRONIKA”, a za pomocą poruszania się niebieskiego błysku napis „KRONIKA” zmienia się w symbol „K<”. |
| 1993 – 14 lipca 1993               | Jest to wykonana dynamicznymi ruchami kamery czołówka przedstawiająca redakcję serwisu informacyjnego i przelatujące napisy „KRONIKA” w różnych czcionkach i kolorach. Muzyka z czołówki to utwór Richarda Myhilla „Newslive” pochodzący z albumu Primetime z biblioteki KPM Music. |
| 15 lipca 1993 – 1 kwietnia 1999    | Czołówka składa się z pokazywanych, a następnie wtapiających się w tło pojedynczych liter układających nazwę programu, dwóch pasów (poziomych i pionowych) oraz jednego dużego ekraniku pełniącego role obiektywu, na którym są pokazane zabytki Krakowa i dwóch mniejszych pojawiających się w trakcie czołówki (na pionowym pasku jeden pod drugim), na których podobnie jak na paskach są obrazki przedstawiające wydarzenia. Całość jest na niebieskim tle. Na początku wyskakuje, a na końcu czołówki wyświetla się napis „KRONIKA” (pasek poziomy), a na ekranikach „TVP KRAKÓW” (jeden mniejszy ekranik) i obiektyw kamery (drugi mniejszy ekranik). Muzyka z czołówki z 1993 roku. |
| 2 kwietnia 1999 – 25 czerwca 2006  | Na początku widać trąbkę, po czym pojawia się hejnalista. Następnie są widoczne zabytki Krakowa i kopalnia soli „Wieliczka”. Na koniec pojawia się błękitny napis „KRONIKA” na tle formującego się wraz z napisem nawiasu. Kolorystyka pierwotnie złota, zmieniona niedługo na błękitną. Używano dwóch wersji tej czołówki: długiej i krótszej. W wersji dłuższej wraz z większą liczbą zabytków w tle dwukrotnie na pionowych rzędach (najpierw po lewej, a potem po prawej stronie ekranu) pojawiały się na chwilę rzędy napisów z nazwą serwisu, które najpierw pojawiały się w ramkach przemieszczając się w górę, a następnie bez nich w dół ekranu. Obok napisów w tle można było dostrzec Sukiennice i pojawiający się też pod koniec czołówki Zamek Królewski na Wawelu. Muzyka z czołówki to utwór Davida Sharpa „World Service” pochodzący z albumu Media Power z biblioteki De Wolfe. |
| 26 czerwca 2006 – 27 września 2009 | Na początku widoczne jest koło i cyfry 4, 6, 4, po czym koło zaczyna się obracać i widać odliczanie czasu jak w stoperze. Chwilę potem pojawia się biały napis „KRONIKA”, a nad napisem widoczne są zabytki Krakowa. Kolorystyka ciemnoniebiesko-zielona z pojawiającym się na początku białym środkiem. Podkład muzyczny czołówki zmieniał się aż cztery razy. Pierwsza oprawa muzyczna była „trąbkowa”. Po jakimś czasie została ona zmodyfikowana. W kwietniu 2007 pojawił się zupełnie nowy „spokojny” sygnał. Po dziewięciu dniach doszło do kolejnej zmiany oprawy muzycznej: „spokojną” zastąpiła „dynamiczna” oprawa muzyczna, która dotrwała do końca obowiązywania czołówki. Plansza z tej czołówki widniała przez dłuższy czas (już po rezygnacji z niej) w newsroomie programu, z którego to realizowano „Kronikę” do lipca 2016 roku. |
| 28 września 2009 – 2 lutego 2010   | W czołówce zrobionej technologią 3D pojawiają się zdjęcia z regionu, po czym widać trzy stoły, przy których są fotele komputerowe i na tych stołach są drukarki, monitory komputerowe i laptopy, natomiast pomiędzy stołami jest brylant. Potem akcja czołówki odwraca się w drugą stronę, w której widać reflektory, kamerę i niebieski napis „KRONIKA”, tyle że zamiast litery „O” jest obiektyw. Cała czołówka ma przypominać newsroom programu. Kolorystyka stalowa, tło białe. |
| 3 lutego – 19 kwietnia 2010        | W czołówce zrobionej technologią 3D pojawia się niebieska kula, która przelatuje obok kadru i starej kamery filmowej, a następnie na stołach fotelowych i foteli komputerowych, a także sprzętów komputerowych. Potem akcja czołówki odwraca się w drugą stronę, w której widać reflektory, kamerę i niebieski napis „KRONIKA”, tyle że zamiast litery „O” jest wlatująca kula. Od tej pory tło zmienia się z metalowego na niebieskie, w którym widać obracające się koło przypominające to z oprawy z 2006 roku. Cała czołówka ma przypominać newsroom programu. Kolorystyka na początku stalowa, a potem niebieska. Przy wydaniu z godziny 21:45 muzyka była lekko zmodyfikowana. |
| 20 kwietnia – 6 maja 2010          | Kolorem przewodnim czołówki jest kolor bardziej niebieski niż w starszej czołówce. Najpierw (co bardzo rzadko jest widoczne w praktyce) widoczne są porozrzucane litery wyrazu „kronika”, a potem powstają różne niebieskie i białe obręcze oraz serpentyny, a następnie niebieskie litery („K” oraz „N”), a na koniec litery się łączą dwukrotnie. Całą czołówkę zamyka napis „KRONIKA” w ramce, która jest uzupełniona o widok Kościoła Mariackiego w Krakowie. |
| 7 maja 2010 – 19 lipca 2016        | Podobna do poprzedniej, tyle że od detali odchodzą promienie i muzyka jest lekko zmodyfikowana. W dniu 45. urodzin Kroniki obowiązywała specjalna wersja czołówki wzbogacona w dźwięku i obrazie o efekt fajerwerków. |
| 19 lipca 2016 – 2 kwietnia 2018    | Poruszanie się po różnych miejscach Małopolski w 3D, od wieży nadawczej ulokowanej na Krzemionkach obok siedziby TVP3 Kraków, aż do Tatr, w tle poruszające się białe, różowe i pomarańczowe plamki symbolizujące sygnał stacji TVP3 Kraków. Potem pod koniec pojawia się różowe tło z plamką, a na nim troszkę poniszczoną czcionką pisany napis „KRONIKA”. |
| 3 kwietnia 2018 – 24 maja 2021     | Wskazówki zegara przesuwają się do godziny 18:30, po czym pojawiają się kontury województwa małopolskiego. Następnie pojawiają się obrazy, np. Wieża Telewizyjna przy ulicy Krzemionki. Później kamera wlatuje między obrazami, po czym pojawia się biały napis „KRONIKA” (pierwsza litera „K” w czerwonym kwadracie) wraz z czerwonym małym trójkątem obok litery „A” zwrócony w jej stronę. Napis znajduje się w środku województwa małopolskiego. Od 5 kwietnia 2018 lekko skrócono muzykę w czołówce. |
| 24 maja 2021 – 29 lutego 2024      | Czołówka przedstawia wykonaną m.in. dronem wędrówkę figur geometrycznych po różnych miejscach w Małopolsce, do których przypisane są poszczególne litery nazwy programu. Poza miejscami figury przechodzą też obok ludzi (elementy life-action), a w czasie wspomnianej wędrówki widoczne jest światło drogowskazu ze strzałką w prawą stronę zmieniające się na kolor zielony. Czołówkę kończy widok na Kraków (znad Krzemionek) z widocznymi kierunkami i nazwami innych miast w Małopolsce oraz pojawiający się napis „KRONIKA” (z witrażem z figur przy pierwszej literze „K”), do którego to litery formują się od zewnątrz i wewnątrz. Istnieje też osobna czołówka na zakończenie programu pokazująca siedzibę ośrodka (na dachu którego znajduje się pomniejszone logo programu w wersji trójwymiarowej) na Krzemionkach wraz z będącą obok wieżą telewizyjną, z której to wysyłany jest sygnał. |
| Od 1 marca 2024                    | Czołówka rozpoczyna się od szaro-białego tła złożonego z równoległoboków, na środku którego jest przezroczysta stylizowana litera „K” w koronie, czyli logo Telewizji Kraków z lat 1994 – 2003. Ze wspomnianego logo wybucha białe tło, na którym to dynamicznie pojawiają się prostokąty zawierające kadry przedstawiające zdjęcia z Małopolski, oczy dwóch ludzi, zegar oraz drzwi z Bazyliki archikatedralnej św. Stanisława i św. Wacława w Krakowie, z których to TVP3 Kraków zaczerpnęło swoje logo. Czołówka kończy się szarym tłem, na którym to znajduje się okrąg podzielony od wewnątrz na pięć mniejszych okręgów różnej wielkości, z których to najmniejszy jest koloru białego. W środku najmniejszego z okręgów znajduje się dawne logo stacji w kolorze szarym, które to się przyciemnia na rzecz pojawiającego się czerwonego napisu „Kronika” znajdującego się na środku wspomnianego okręgu jak i symbolu. Przez chwile po prawej stronie białego okręgu pojawia się małe białe kółko zawierające wewnątrz czerwone, na środku którego znajduje się biały prostokąt. Poprawiona kolorystyka programu z 12 marca 2024. |

## Kronika Sportowa
Codzienny serwis informacyjny o tematyce sportowej prowadzony na zmianę przez między innymi Annę Kozińską i Jakuba Moździerza
. Emisja ma miejsce od poniedziałku do piątku o 19:05 oraz codziennie po wieczornym wydaniu "Pogody" ok. godziny 21:57 a w soboty i niedziele ok. godziny 21:53.

## Pogoda
Lokalna prognoza pogody prowadzona na zmianę przez między innymi Joannę Kucię-Sikorę, Sylwię Micyk, Agnieszkę Smoleń i Szymona Bindę emitowana jest:
1. Po porannych (powtórkowych), głównych i wieczornych wydaniach programów „Tematy Dnia" oraz „Bliżej Polityki" czyli od poniedziałku do piątku ok. godz. 08:27, od poniedziałku do piątku ok. godz. 19:02, w niedziele ok. godz. 19:04 i od poniedziałku do piątku ok. godz. 21:56. 
2. W weekendy po wieczornym wydaniu „Kroniki" ok. godz. 21:50. 
3. Po popołudniowych wydaniach „Kroniki" (w okolicach godzin 14:57 i 16:42) 
4. Codziennie o godz. 17:00
5. Od poniedziałku do soboty o godz. 18:00 
6. Od poniedziałku do piątku o godz. 19:55.
7. W soboty i niedziele o godz. 10:00. 
Łącznie prognoza pogody emitowana jest na antenie TVP3 Kraków kilka razy dziennie.

## Tematy Dnia i Bliżej Polityki
Programy publicystyczne prowadzone na zmianę przez Sławomira Mokrzyckiego i Jacka Bańkę.
Tematy Dnia są emitowane od poniedziałku do piątku ok. godz. 18:53, zaś Bliżej Polityki w niedziele o tej samej porze.

## Kronika Kulturalna
Emitowane raz w tygodniu w czwartki o 19:13 dziesięciominutowe podsumowanie wydarzeń tygodnia w kulturze na terenie Małopolski. Program w przeciwieństwie do reszty programów nie jest nadawany ze studia i ma charakter zbioru materiałów z głosem lektora.